# Crazy Love - Compagni di sbornia
Crazy Love - Compagni di sbornia (Crazy Love) è film del 1987 diretto da Dominique Deruddere.
Racconta la storia di Geert, un ragazzo nato negli anni '50 in una famiglia fiamminga. Il film narra tre momenti della sua vita, a 12, 19 e 33 anni.

## Trama
Il tema centrale del film è la sessualità.
Nella prima storia essa appare come una divertente ed intima caccia alla scoperta, ovviamente vista attraverso gli occhi di un ragazzino timido e curioso, che muove i primi passi verso la scoperta del suo stesso corpo.
Nella seconda storia, nonostante la piena maturità fisica, ogni tipo di relazione con le ragazze da cui è tanto attratto, è ostacolata da una grave acne, condizione che lo rende insesiderabile agli occhi di tutto il genere femminile. In questa sezione del film, la più lunga, Geert vive da solo, afflitto dalla sua condizione al punto da non presentarsi alla cerimonia finale della consegna dei diplomi (il suo diploma gli verrà consegnato quella sera a casa sua dal suo migliore amico). 
Dopo l'ennesima delusione al ballo scolastico di fine anno, Geert, in un gesto a metà strada fra la malinconica assurdità ed il facile umorismo, trova un espediente ai limiti del ragionevole per ballare con la ragazza di cui è innamorato. Tornato la sera stessa presso casa, Geert considera la sua come una vittoria gravemente mutilata, e cerca consolazione in una bottiglia di whiskey.
Quella consolazione evidentemente non è mai arrivata, perché nell'ultima sezione del film, Geert appare come un trentenne fallito ed ubriacone, da solo ai margini di un bar (Cupido Bar) dove diverse coppie ballano affettuosamente.
Qui incontra un amico di lunga data, Bill, col quale avvierà una rapida serie di bravate.
Tutta la sua sofferenza e la sua frustrazione vengono espresse infine in un gesto apparentemente ripugnante, ma che alla luce della sua esistenza, ora che lo abbiamo visto crescere e abbiamo spiato il suo primo momento più intimo ed i suoi più laceranti traumi adolescenziali, non possiamo giudicare aspramente ma solo compatire a malincuore, provando un misto di tristezza, fallimento e desiderio di consolazione (non quella che si trova sul fondo delle bottiglie di whiskey).